# Prêmio Internacional de Jornalismo Rei de Espanha
O Prêmio Internacional de Jornalismo Rei de Espanha (em castelhano:  Premios Internacionales de Periodismo Rey de España) é uma premiação de reconhecimento internacional do trabalho jornalístico concedida pela Agência EFE e pela Agência Espanhola de Cooperação Internacional (AECID), que é entregue pessoalmente pelo monarca espanhol, desde 1983 quando teve sua primeira edição.

## Histórico e descrição
O prêmio é concedido aos profissionais da informação nos países íbero-americanos, Estados Unidos, Filipinas, Guiné Equatorial, Israel e Marrocos, cujos trabalhos tenham sido publicados nos idiomas português de espanhol.
Em suas duas primeiras edições havia quatro categorias: Prêmio Americano ao Melhor Trabalho sobre o V Centenário do Descobrimento da América, ao Melhor Trabalho Informativo, à Melhor Reportagem e, finalmente, à Melhor Fotografia; cada uma delas recebia o valor de 1 milhão de Pesetas.
Nas três edições seguintes (1985, 1986 e 1987) passou a ter cinco categorias: manteve-se o prêmio ao trabalho sobre o Descobrimento (chamado de Prêmio Americano) e Fotografia, e as novas de Prêmio de Imprensa, Prêmio de Televisão e Prêmio de Rádio; o primeiro colocado recebeu 1 milhão de Pesetas, o segundo, terceiro e quarto colocados 800 mil e o quinto 600 mil.
Nas edições de 1988 a 1992 foram as mesmas categorias, sendo a quantia do Prêmio de Fotografia ampliado para 800 mil Pesetas. A partir de 1993 o Prêmio Americano passou a se chamar Prêmio Iberoamericano ao melhor trabalho que contribuiu para a comunicação e conhecimento mútuo entre os povos ibéricos.
Na sua edição de 2011 o soberano declarou que é necessário “valorizar a vontade e a capacidade de um jornalista que ajude a compreender o que está a acontecer”, ressaltando ainda ser essencial “a aposta pela qualidade, pela fiabilidade, pelo critério e pela confiança dos cidadãos nos órgãos de comunicação”. Neste ano concorreram 170 trabalhos.